# Stenoporpia excelsarium
Stenoporpia excelsarium là một loài bướm đêm trong họ Geometridae.